# Heroes of the Frontier
Heroes of the Frontier is een in 2016 verschenen roman van de Amerikaanse schrijver Dave Eggers. Het is in het Nederlands vertaald als Helden van de Grens.

## Samenvatting
De roman gaat over Josie en haar kinderen Paul en Ana die een reis maken door Alaska, nadat de vader, van wie Josie gescheiden is, verzoekt om de kinderen enkele weken bij hem en zijn nieuwe verloofde te laten logeren. Josie zit al ernstig in de problemen doordat ze haar tandartspraktijk is verloren na een klacht van een patiënte. Daarnaast voelt ze zich schuldig over de dood van een jonge jongen die zich – mede door haar bevlogenheid – had aangemeld bij het leger en in Afghanistan om het leven is gekomen. Voor Josie is dit alles voldoende reden om met 3000 dollar in contanten alles achter zich te laten in Ohio en te vluchten naar het dat jaar door bosbranden geteisterde Alaska.
Aangekomen in Alaska huurt ze een uiterst krakkemikkige camper, waarmee ze steeds verder Alaska intrekt en steeds in de problemen komt. Wanneer ze moeten vluchten vanwege een grote bosbrand, neemt ze een verkeerde afslag en rijdt bijna recht het vuur in. Later besluit ze zonder toestemming een vakantiehuisje te betrekken, wat op een confrontatie uitloopt met de boze eigenaar voor wie ze met moeite kunnen vluchten. Het boek eindigt in een schuilhut op een berg, nadat ze een ontzagwekkend onweer ternauwernood hebben overleefd.

## Thema
Een belangrijk thema van het verhaal is het vluchten naar het zuivere en vrije Alaska, wat gelezen lijkt te kunnen worden als een vlucht uit de dagelijkse sleur van het bestaan.